# Бана (собор)
Бана (груз. ბანა, арм. Բանակ, Банак) — грузинский православный собор, являющийся одним из образцов грузинской архитектуры, построенный по образу знаменитого армянского храма Звартноц близ  Еревана  Расположен в исторической области Тао (Тайк) на территории северо-восточной Турции (Эрзурум). По одной из версий, его возведение приписывается католикосу всех армян Нерсесу III Тайкскому в VII веке , хотя средневековые грузинские хроники XI века указывают, что собор был построен в период правления коронованного царем Армении Ашотом Первым царя Иберии Адарнасе IV (888—923),    между 881 и 923 годами. Cлужил царским собором Грузии до тех пор, пока не был захвачен Османской империей в XVI веке. Впоследствии этот храм был преобразован османскими войсками в крепость во время Крымской войны. В результате русско-турецкой войны 1877—1878 годов собор почти полностью был разрушен.

## Название
Упоминается в «Житии Григория Хандзтели» Георгия Мерчуле. Считается, что происходит от «банак-» («лагерь»), который, в свою очередь, считается заимствованным из армянского в грузинский.

## История
Собор Бана впервые упоминается в летописи Сумбата Давитисдзе XI века, который сообщает, что грузинский царь Адарнасе IV (881—923) приказал построить церковь Бана «рукой» Квирике, который впоследствии стал первым епископом. В то время как такие ученые, как Эквтиме Такаишвили, Шалва Амиранашвили и Степан Мнацаканян склонны интерпретировать этот отрывок буквально, Георгий Чубинашвили, Вахтанг Беридзе и Тиран Марутян называют Адарнасе реставратором, а не строителем церкви. По этому мнению, которое теперь разделяют некоторые искусствоведы, строительство собора датируется VII веком. Это то время, когда армянский католикос халкидонской веры Нерсес III, который руководил несколькими важными религиозными проектами, включая Звартноц, проживал в изгнании в Тайке с. 653—658. Согласно Большой российской энциклопедии, храм построил Нерсес III в 650-х годах, в начале X века он был восстановлен. Согласно Роберта Эдвардса нет абсолютно достоверных сведений о том, что это армянская церковь, построенная в середине VII века Нерсесом III. Согласно В. Джобадзе, в первой половине X века, на месте старой разрушенной церкви, грузины возвели новый собор — не четырехугольный, а крестообразное куполообразное здание, который в честь Нерсеса включал сохранившую восточную конха его церкви.
Бана стал одним из главных царских соборов для династии Багратиони и культурным центром области Тао. Он использовался для коронации царя Грузии Баграта IV в 1027 году и его свадьбы с Еленой, племянницей византийского императора Романа III Аргира в 1032 году. В XV веке царь Грузии Вахтанг IV (1442—1446) и его супруга Сити-хатун были похоронены в Бане. Собор также служил резиденцией грузинского епископа до XVIII века, чья епархия включала в себя области Таоскари, Панаскерти и Олтиси. После османского завоевания княжества Самцхе в XVI веке, Бана постепенно была заброшена христианами. Во время Крымской войны (1853—1865 гг.) османские военные превратили церковь в крепость. Во время русско-турецкой войны 1877-78 гг. собор был обстрелян русской артиллерией, в результате чего был оторван купол и сильно повреждено здание.

## Исследование
Впервые собор был описан и зарисован немецким ботаником Карлом Кохом в 1843 году. Он объявил её самой замечательной церковью на Востоке после Святой Софии. За Кохом последовали русский этнограф Евгений Вейденбаум в 1879 году и грузинский историк Димитрий Бакрадзе в 1881 году. Последние двое нашли церковь уже без купола, но сообщили о сохранившихся фресках и грузинской надписи шрифтом Асомтаврули. С 1902 по 1907 год руины Баны тщательно изучались экспедицией под руководством грузинского археолога Эквтиме Такаишвили. Недоступный для советских граждан памятник был предметом изучения некоторых западных ученых в эпоху холодной войны. В 1983 году американский археолог и историк искусства доктор Роберт Эдвардс завершил научную оценку комплекса, а также составил точный план в масштабе.

## Реконструкция в Грузии
9 декабря 2016 года в Патриархате Грузинской Православной Церкви прошла презентация проекта реконструкции Банского собора с уже существующей моделью. Планируется, что собор будет построен в восточно-грузинском городе Сурами.

Фотографии Александра Мамучишвили из издания «Археологическая экспедиция 1917-го года в южные провинции Грузии» за авторством Э. Такаишвили
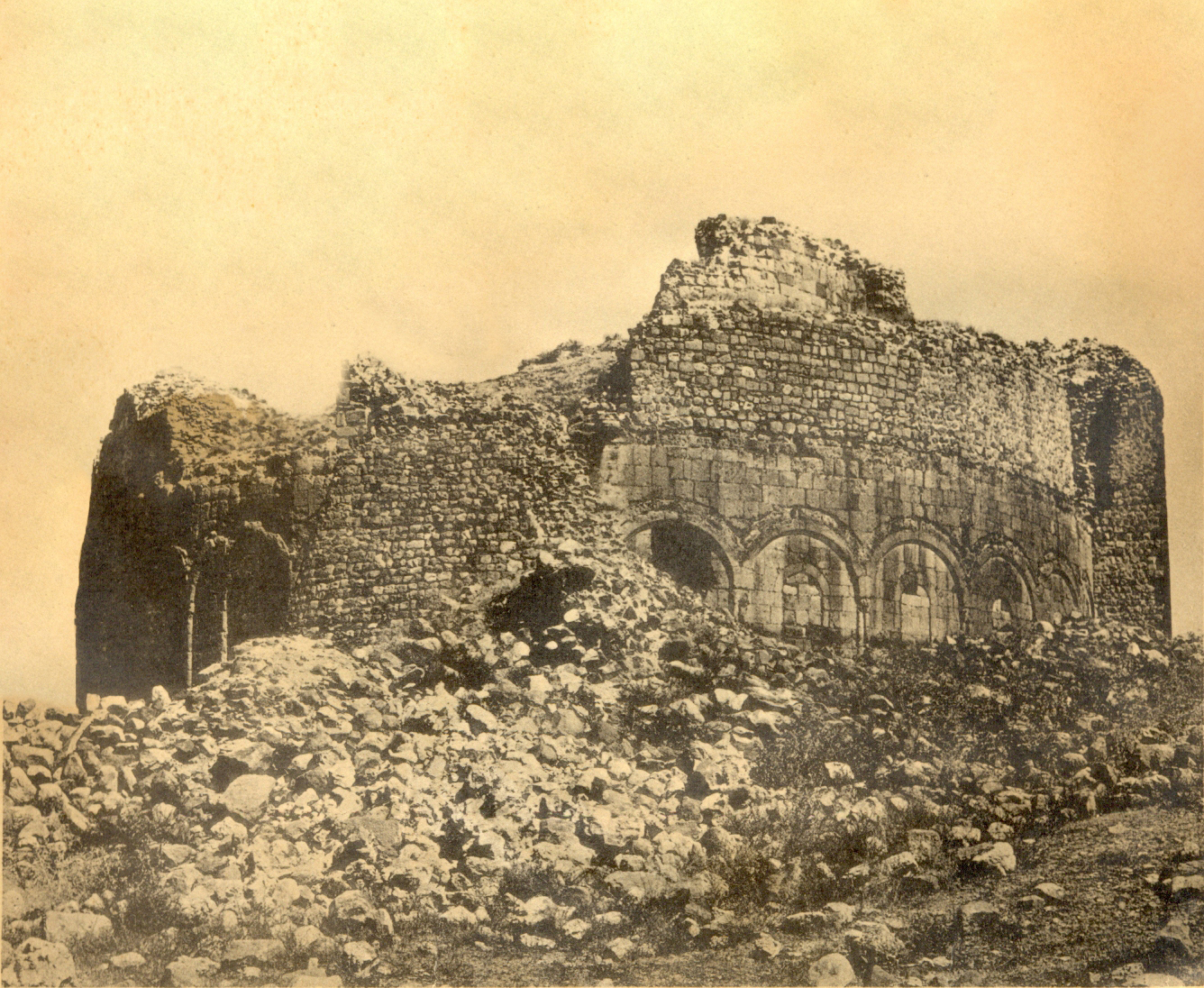
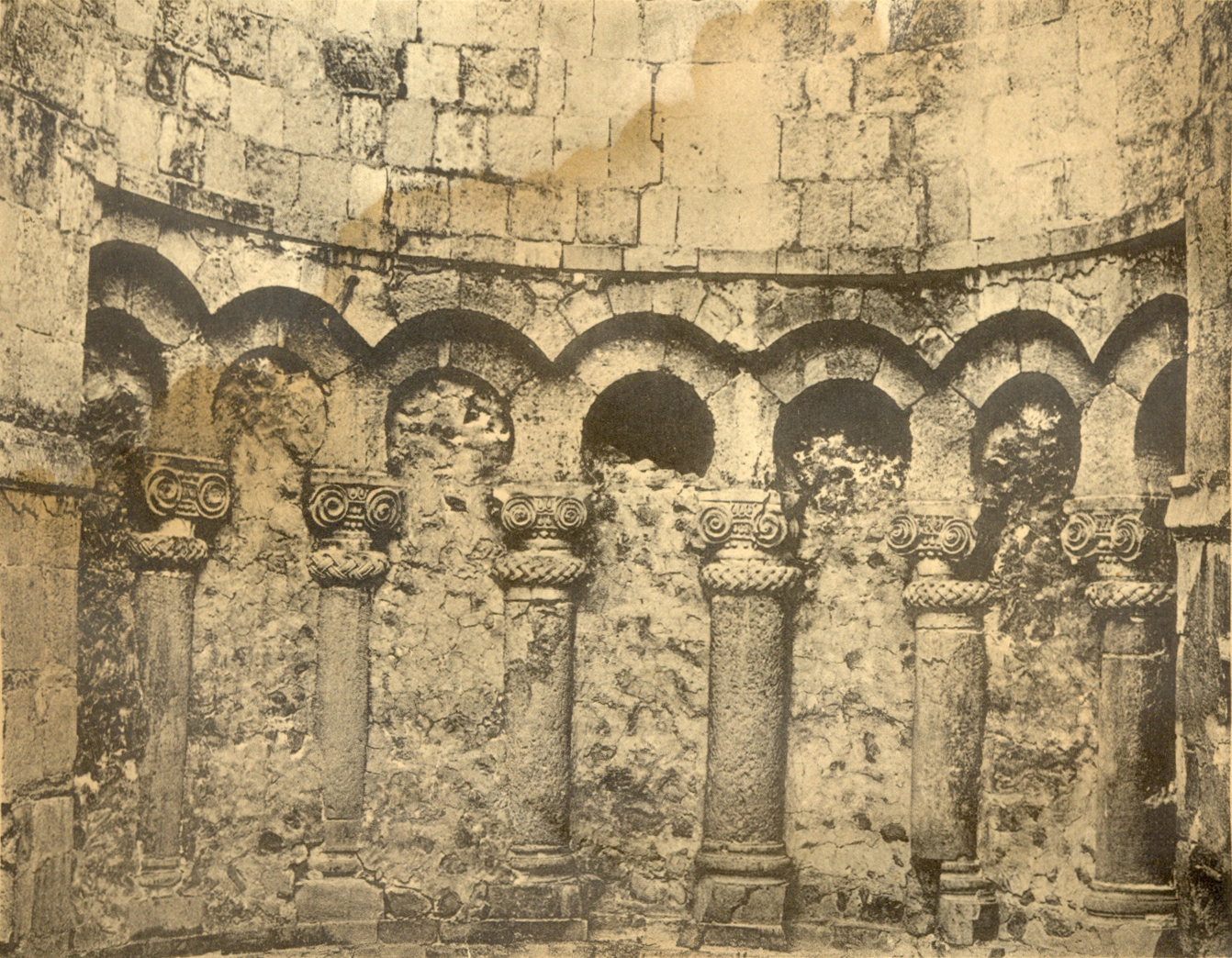
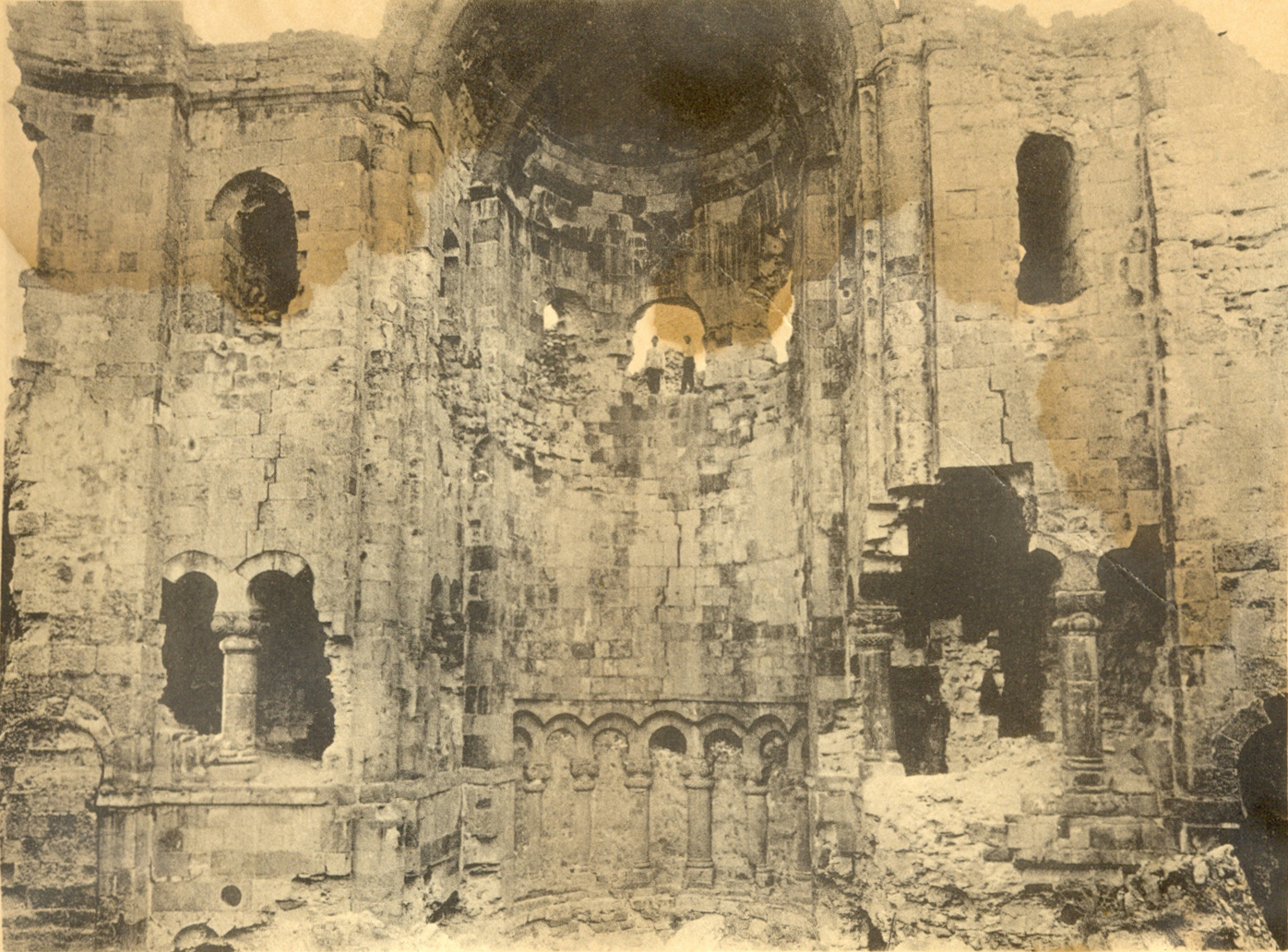
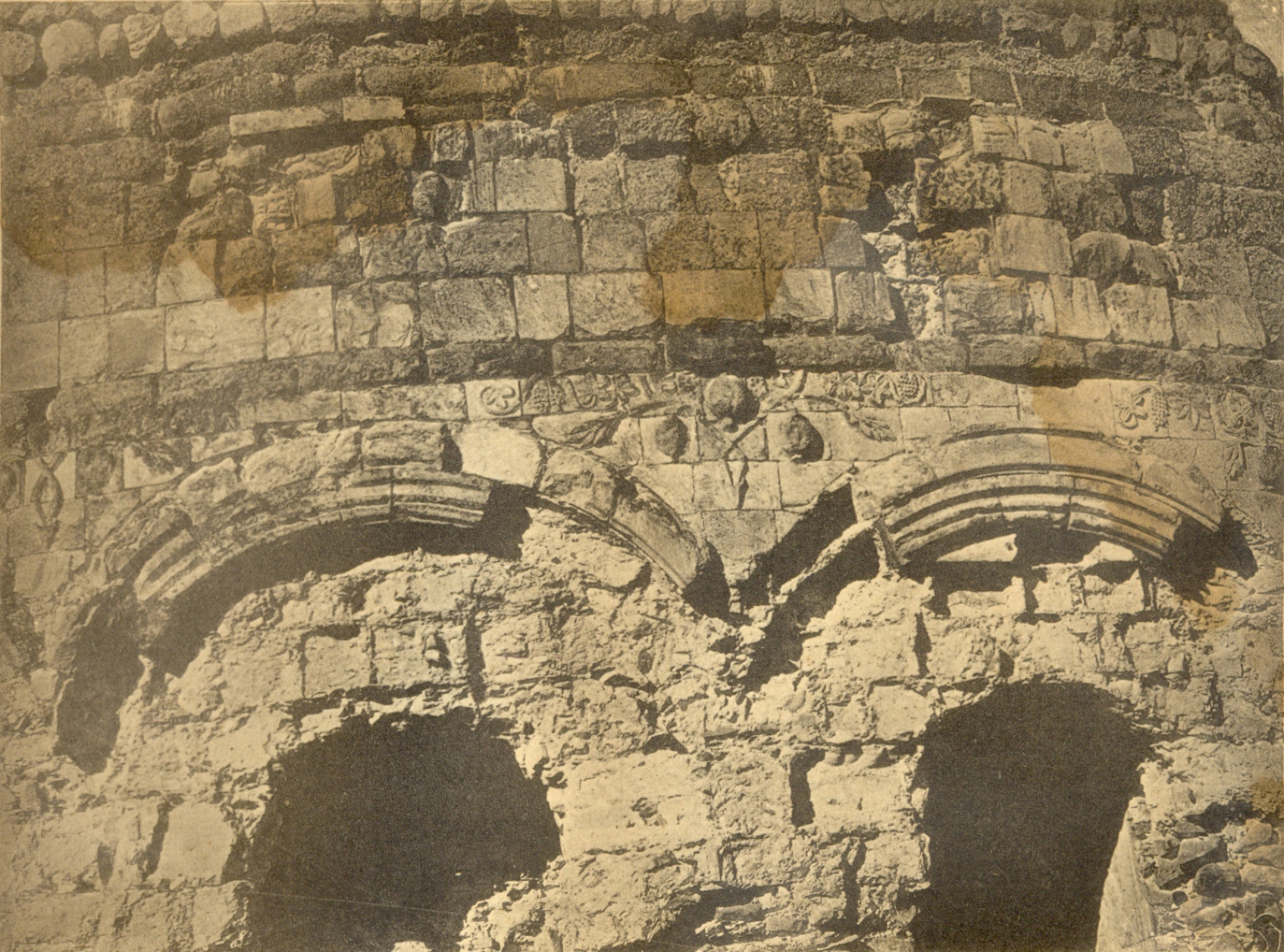
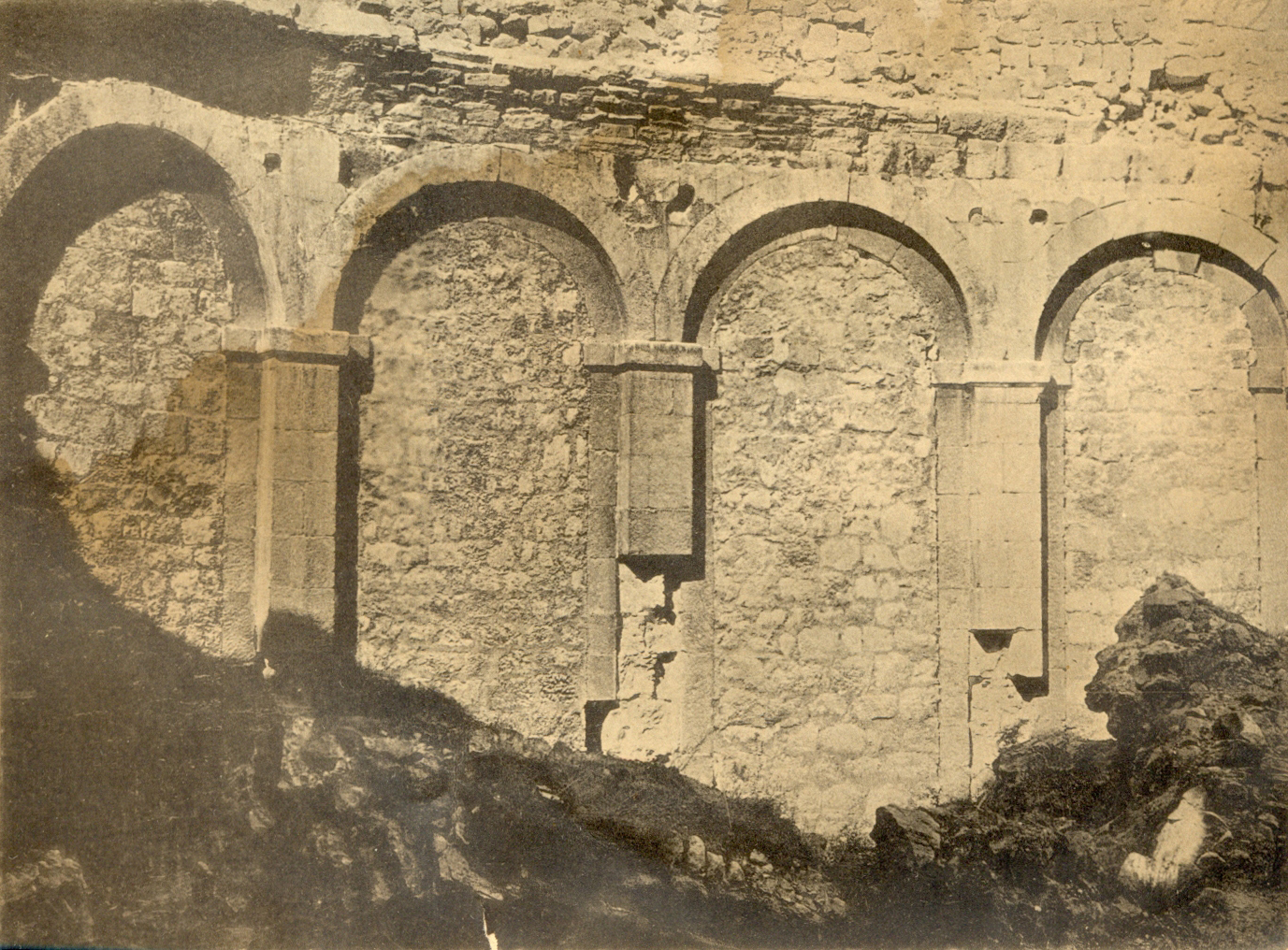
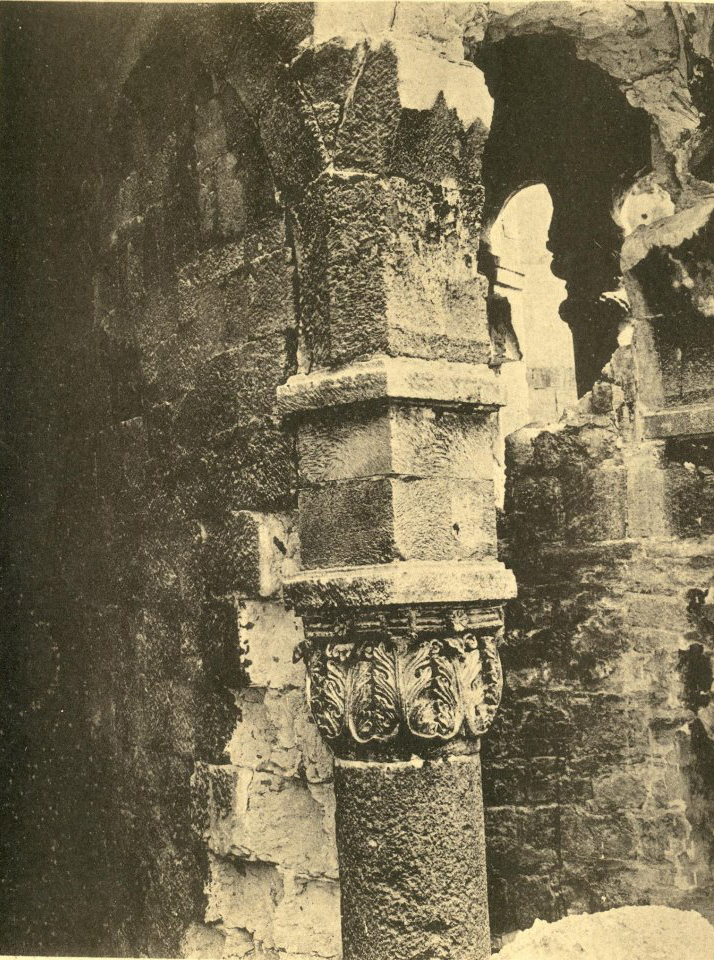
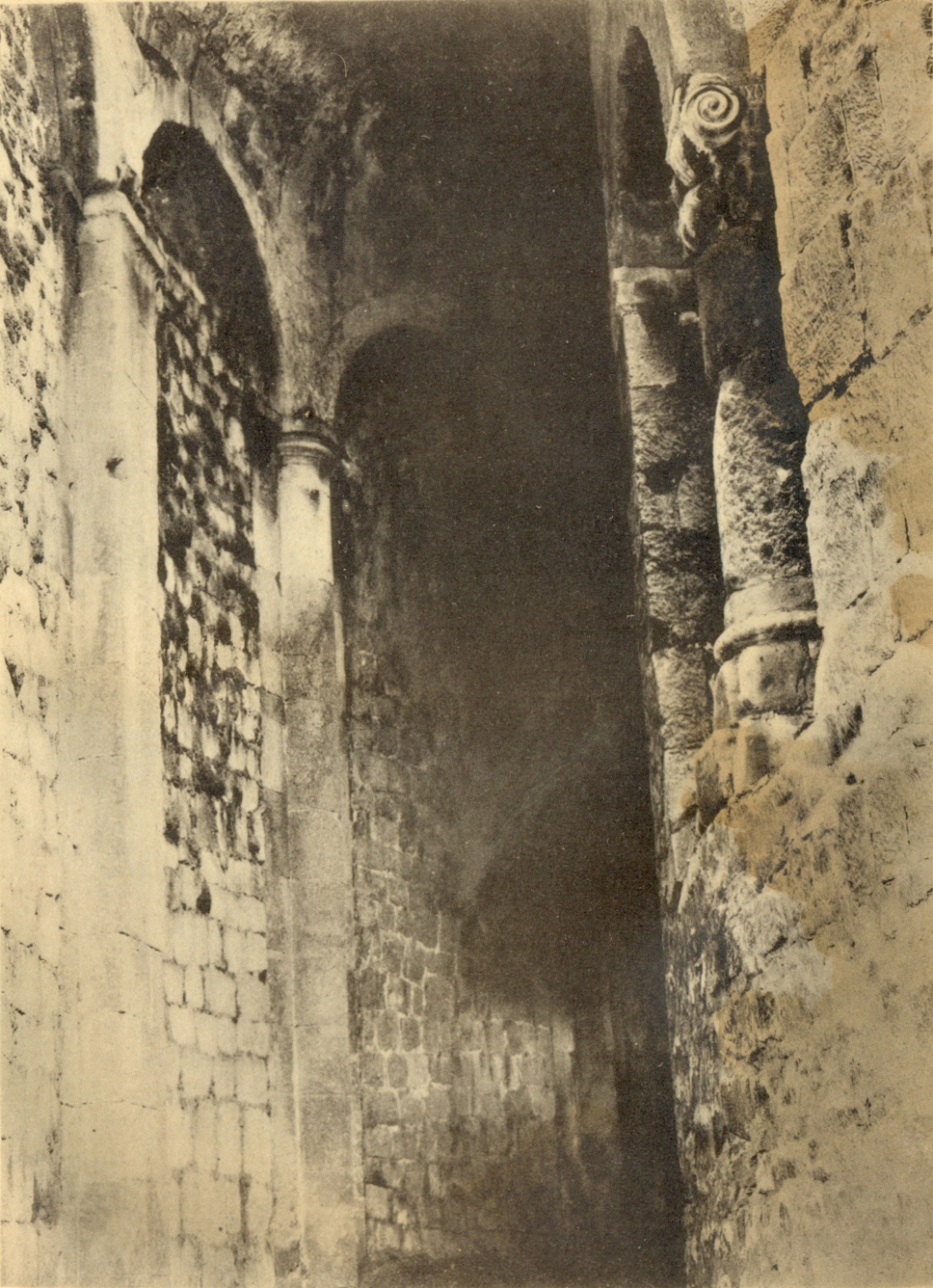
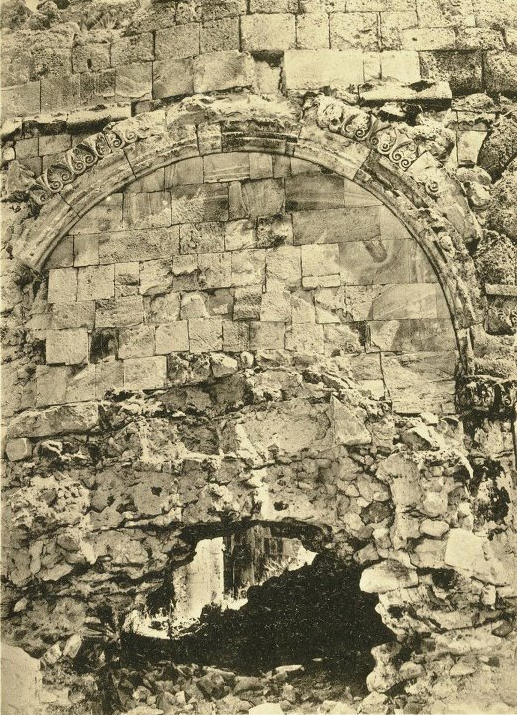
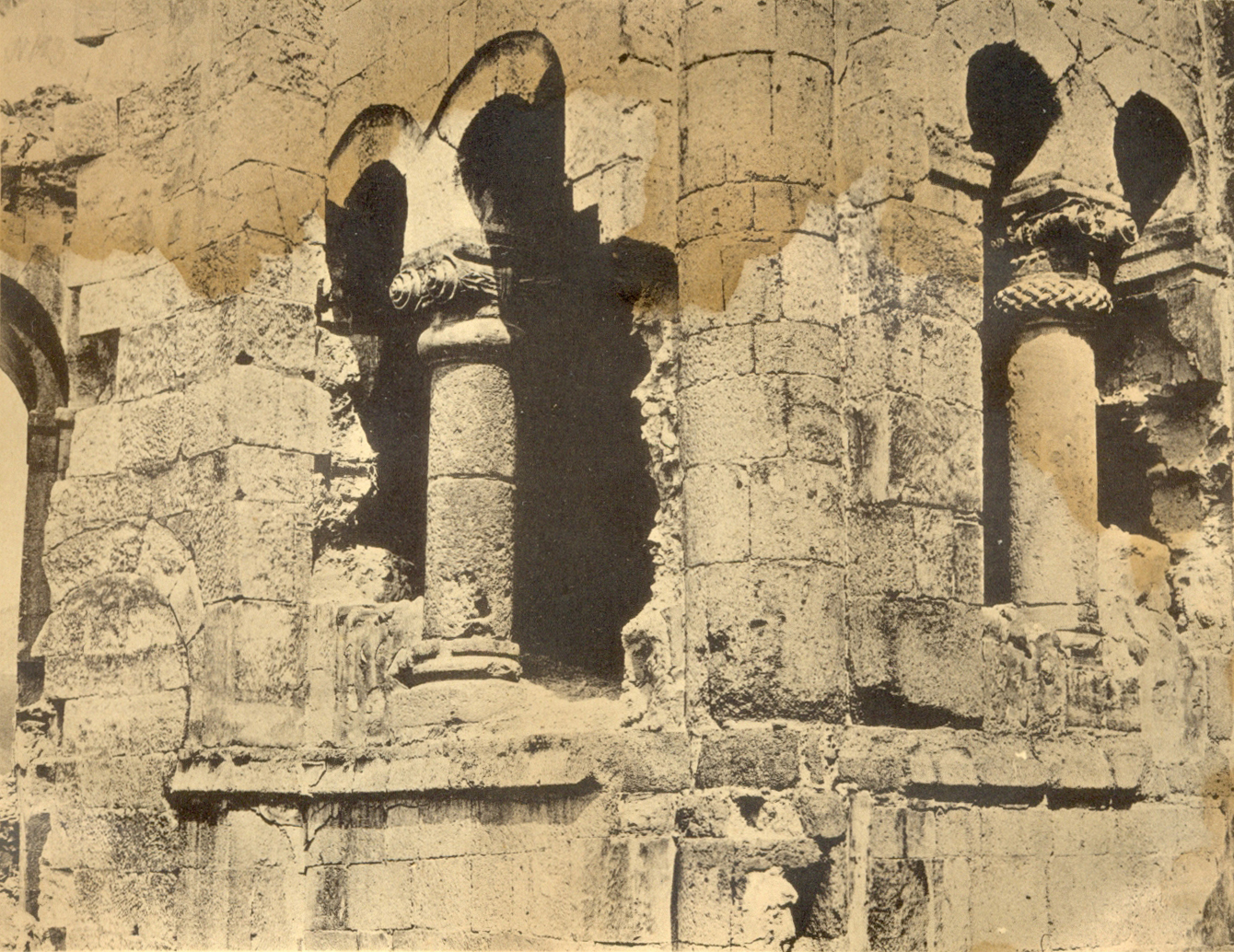
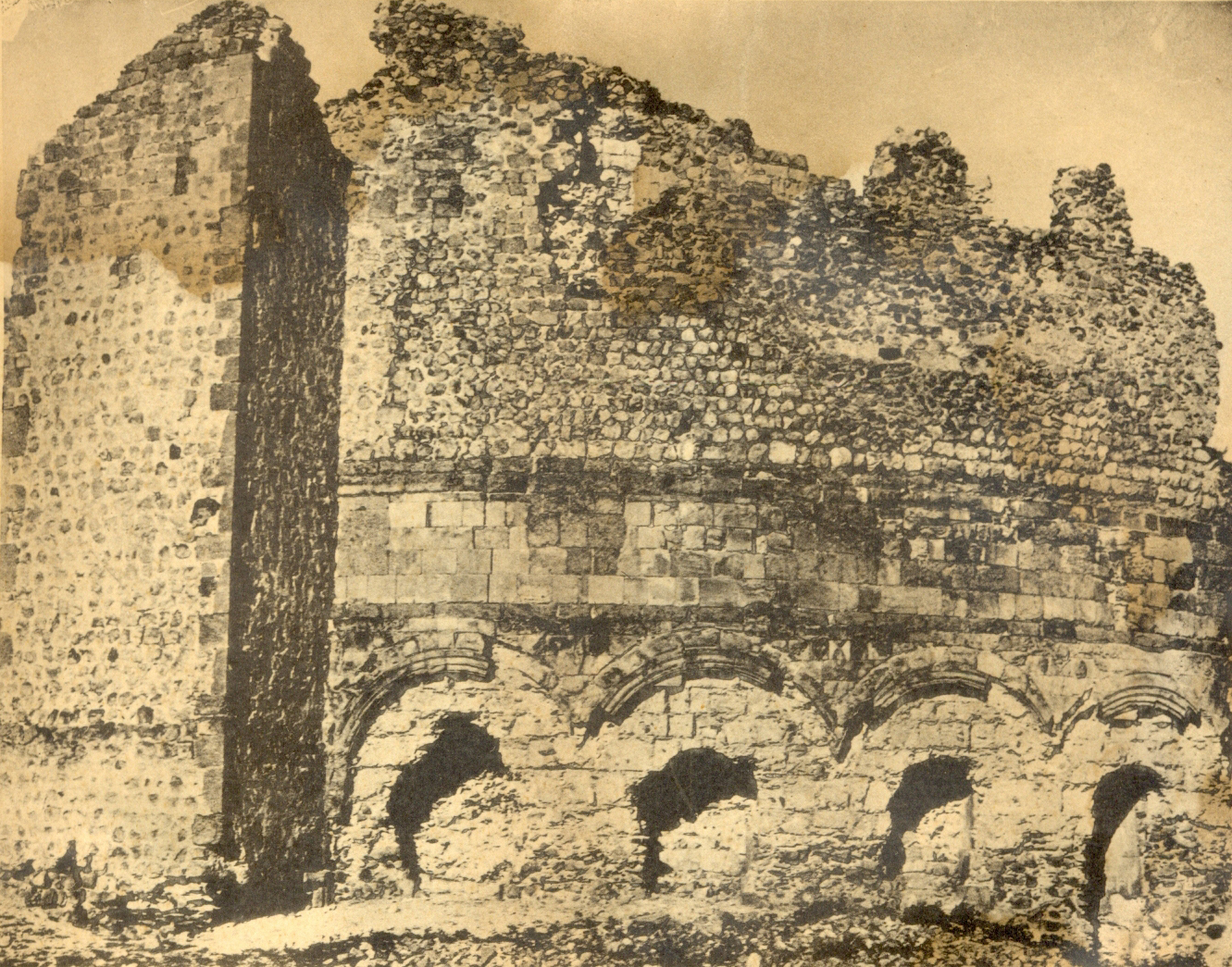